# مقاطعة ليبيرتي (جورجيا)
مقاطعة ليبيرتي (بالإنجليزية: Liberty County)‏ هي إحدى المقاطعات في ولاية جورجيا في الولايات المتحدة الأمريكية.

## معرض صور

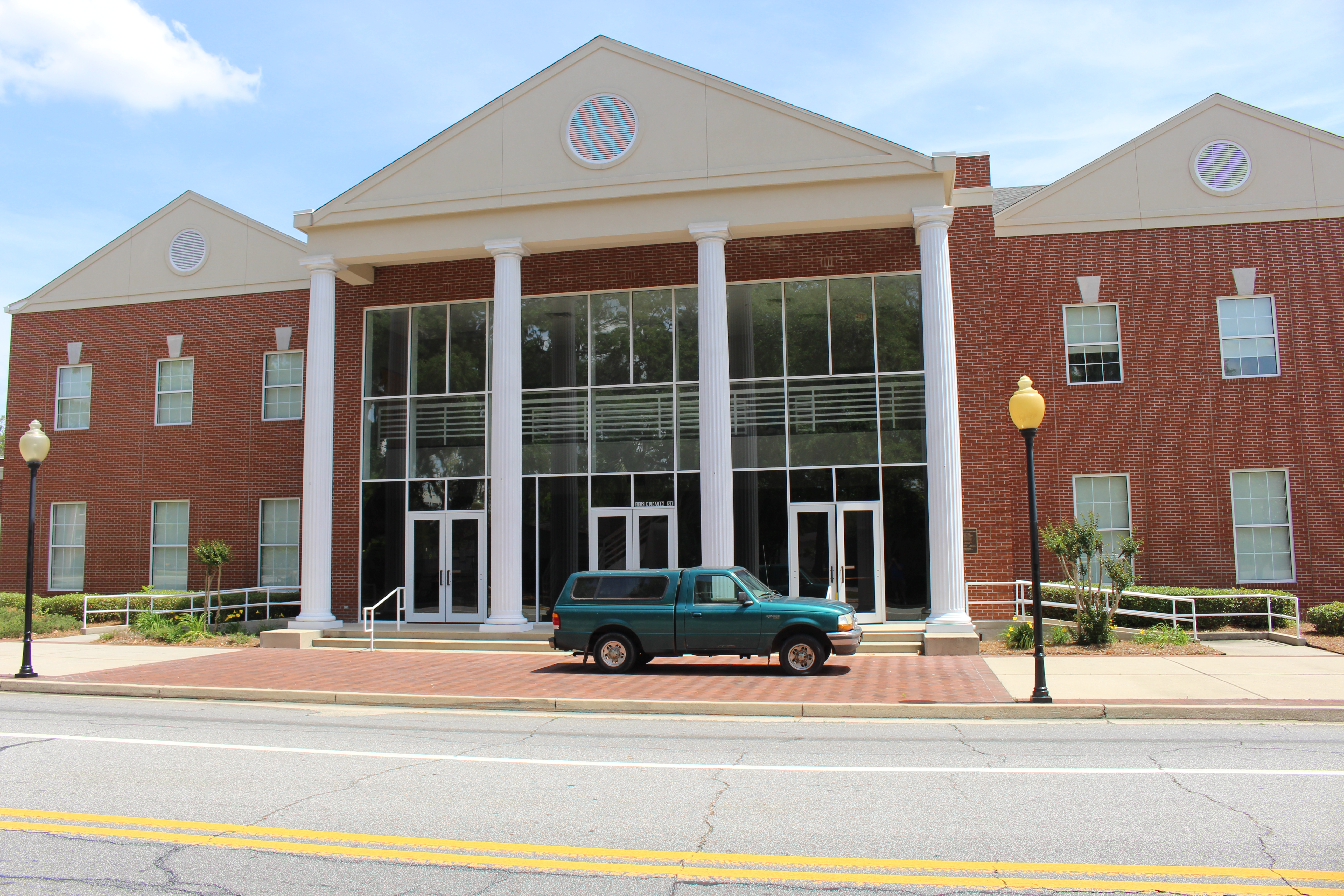
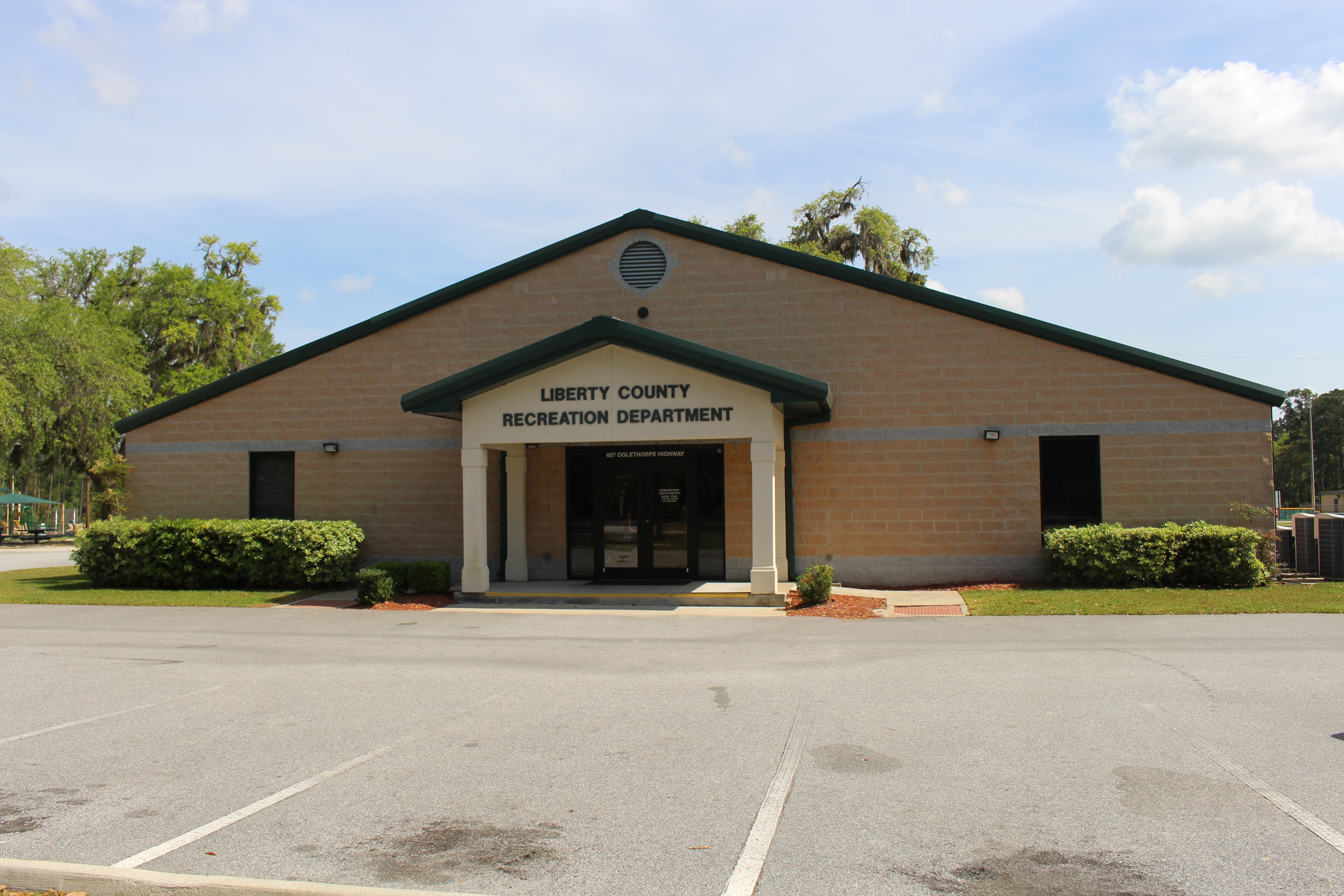
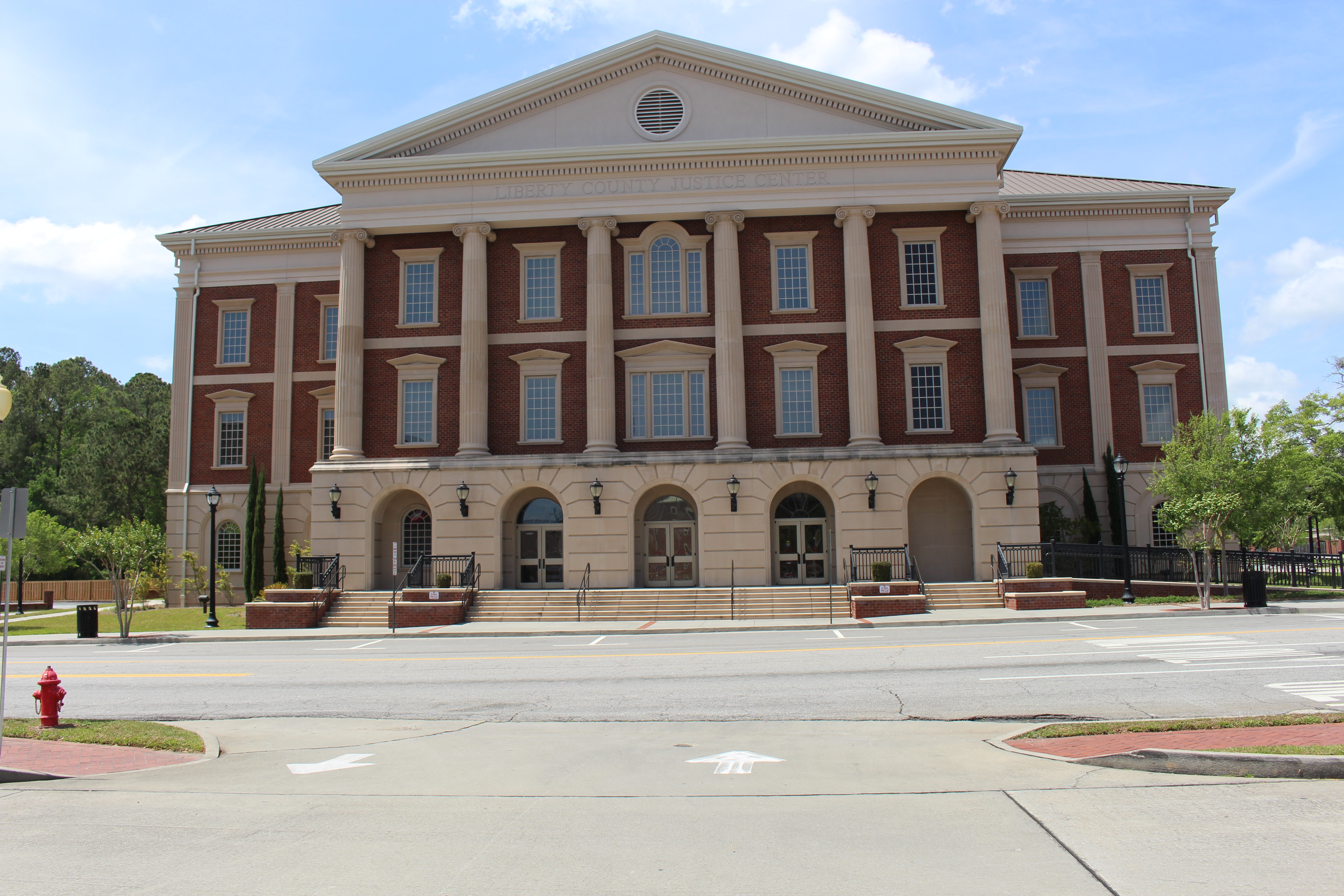

## أعلام
- دانيال ستيوارت
- جون إليوت
- جوزيف وود
- سوزي تايلور
- جوزيف لوكونت